# Енцо Траверсо
Енцо Траверсо (італ. Enzo Traverso, нар. 14 жовтня 1957, Гаві, пров. Алессандрія) — італійський та французький історик-марксист, професор політології в Університеті Пікардії в Ам'єні.

## Біографія
Здобув ступінь магістра з модерної історії в Університеті Генуї, докторську дисертацію захистив у Парижі у Вищій школі соціальних наук.
В молодості учасник операїстської групи «Робітнича влада». З 1985 проживає і працює у Франції, спеціалізується на вивченні геноциду вірмен, Голокосту і тоталітаризму. Член французької троцькістської партії «Революційна комуністична ліга».
В Корнелльському університеті читає курси «The European Civil War 1914-1945» и «Landscapes of Memory: Political Uses of the Past».

### Праці
- Les Marxistes et la question juive, La Brèche-PEC, Montreuil, 1990.
- Les Juifs et l’Allemagne, de la symbiose judéo-allemande à la mémoire d’Auschwitz, La Découverte, Paris, 1992.
- Siegfried Kracauer. Itinéraire d’un intellectuel nomade, La Découverte, Paris, 1994.
- L’Histoire déchirée, essai sur Auschwitz et les intellectuels, Éditions du Cerf, Paris, 1997.
- Pour une critique de la barbarie moderne : écrits sur l’histoire des Juifs et l’antisémitisme, Éditions Page deux (Cahiers libres), Lausanne, 2000.
- Le Totalitarisme : Le XXe siècle en débat, 2001.
- La Violence nazie : Essai de généalogie historique, 2002, La Fabrique, Paris.
- avec Janet Lloyd, The Origins of Nazi Violence, 2003.
- La Pensée dispersée : Figures de l’exil judéo-allemand , 2004.
- Le Passé, mode d’emploi : Histoire, mémoire, politique , 2005, La Fabrique, Paris.
- À Feu et à sang : De la guerre civile européenne, 1914—1945, 2007.
- L’histoire comme champ de bataille. Interpréter les violences du XXe siècle. La Découverte, Paris, 2011.

### Переклади українською
- Фабрика ненависти [Архівовано 19 серпня 2016 у Wayback Machine.] // Критика. — травень 2012
- Про антикомунізм. Історія ХХ століття в інтерпретації Нольте, Фюре і Куртуа [Архівовано 11 жовтня 2016 у Wayback Machine.] // Спільне. — 21.04.2015
- Інтелектуали й антифашизм. За критичну історизацію [Архівовано 27 листопада 2016 у Wayback Machine.] // Спільне. — 9.05.2015
- Європа та її пам’ять. Три переплетені перспективи [Архівовано 20 лютого 2016 у Wayback Machine.] // Політична критика. — 8.05.2015
- «Чорні землі» Тімоті Снайдера: викривлення історії [Архівовано 31 травня 2017 у Wayback Machine.] // Спільне. — 24.05.2017
- Привиди фашизму [Архівовано 19 лютого 2018 у Wayback Machine.] // Спільне. — 16.02.2018
- Повалення пам’ятників і стирання пам’яті // Політична критика. — 15.01.2021